# Municipio de North Londonderry
El municipio de North Londonderry  (en inglés, North Londonderry Township) es un municipio del condado de Lebanon, Pensilvania, Estados Unidos. Tiene una población estimada, a mediados de 2023, de 8953 habitantes.

## Geografía
Está ubicado en las coordenadas 40°19′23″N 76°34′33″O / 40.32306, -76.57583 (40.323025, -76.575819).

## Demografía
Según la estimación 2018-2022 de la Oficina del Censo, los ingresos medios de los hogares son de $95,769 y los ingresos medios de las familias son de $120,126. Los ingresos per cápita en los últimos doce meses, medidos en dólares de 2022, son de $45,625. Alrededor del 3.1% de la población está por debajo de la línea de pobreza.